# Rychlostní silnice S5 (Rakousko)
Rychlostní silnice S5 (německy Schnellstraße S5, Stockerauer Schnellstraße) je rychlostní silnice v Rakousku ve spolkové zemi Dolní Rakousy, která spujuje dálnici A22 a rychlostní silnici S3 u města Stockerau s rychlostní silnicí S33 a dále s městem Kremže. Úsek Jettsdorf - Kremže je zatím vybudovaný jen jako rychlostní silnice s jedním pruhem v každém směru. Délka rychlostní silnice je 44,5 km.

## Objekty na trase
- Km 0 Knoten Stockerau
- Km 9 Tulln
- Km 19 Koningsbrunn am Wagram
- Km 22 Kirchberg am Wagram
- Km 25 Fels am Wagram
- Km 30 Graffendorf
- Km 33 Krems/Knoten Trausmaier
- Km 44 Konec rychlostní silnice